# Mordellistena otohime
Mordellistena otohime es una especie de coleóptero de la familia Mordellidae.

## Distribución geográfica
Habita en Japón.